# Termosoldadura
La termosoldadura es un proceso mediante el cual dos materiales funden juntos por acción del calor y presión produciendo una unión entre ambos suficiente para asegurar la integridad y hermeticidad del cierre durante su almacenaje y comercialización. Se aplica a polímeros termoplásticos compatibles o combinaciones de materiales recubiertos por revestimientos termoplásticos (coatings), por ejemplo, para la fabricación de envases flexibles.
El calor necesario para la fusión se produce en la práctica por diversos medios como por ejemplo:
- paso de corriente eléctrica
- gas o aire caliente
- emisión de ondas sonoras
- emisión de ondas electromagnéticas
- otros

Las características destacables del cierre termosoldado son dos:
- Hermeticidad
- Fuerza de cierre, con dos magnitudes:
  - Fuerza del cierre en caliente
  - Fuerza del cierre en frío

- Datos: Q6142841